# فرنجمشک
فرنجمشک (پلنگمشک)، وارنگ بو یا آبتل (نام علمی: Melissa officinalis)مسکن و ضد اگزمای پوستی ناشی از استرس است. از فرنجمشک برای تسکین و رفع درد و ناراحتی ناشی از گوارش شامل گاز و باد معده نیز بهره می‌گیرند.

## مشخصات
گیاهی است پایا از تیرهٔ نعناعیان که ارتفاعش بین ۳۰ تا ۸۰ سانتیمتر است. این گیاه دارای شاخه‌های پرپشت و متعدد است و به حالت خودرو در اکثر نواحی معتدل آسیا و اروپا (از جمله ایران) می‌روید. برگ‌های این گیاه متقابل بیضوی و قلبی‌شکل و دندانه‌دارند. ریشه این گیاه کوچک و استوانه‌ای شکل و سخت و منشعب است. گل‌هایش سفید یا گلی رنگند که به تعداد ۶ تا ۱۲ در کناره برگ‌ها مجتمع گردیده‌اند. میوه‌اش فندقه و قهوه‌ای رنگ می‌باشد. این گیاه در طب به عنوان بادشکن و ضد تشنج و مقوی معده و معرق و زیادکننده ترشحات صفرا تجویز می‌شود. به علاوه در رفع سرگیجه، رفع حالت قی زنان باردار و بی خوابی و ضعف مصرف آن توصیه شده‌است.

## نگارخانه

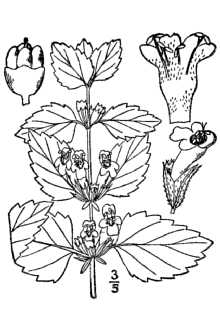
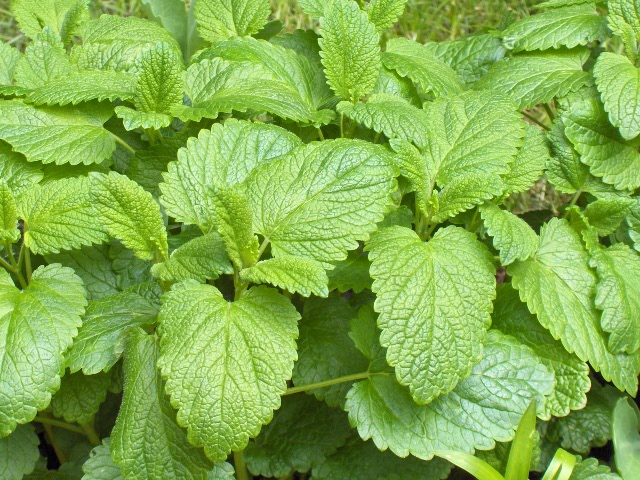
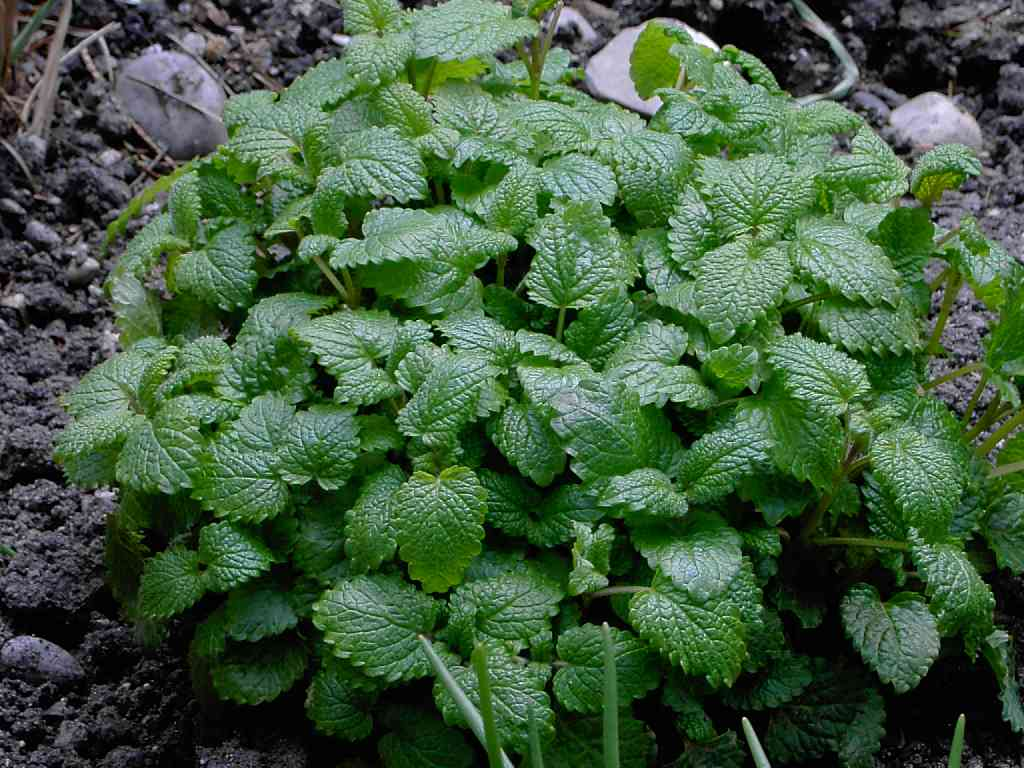
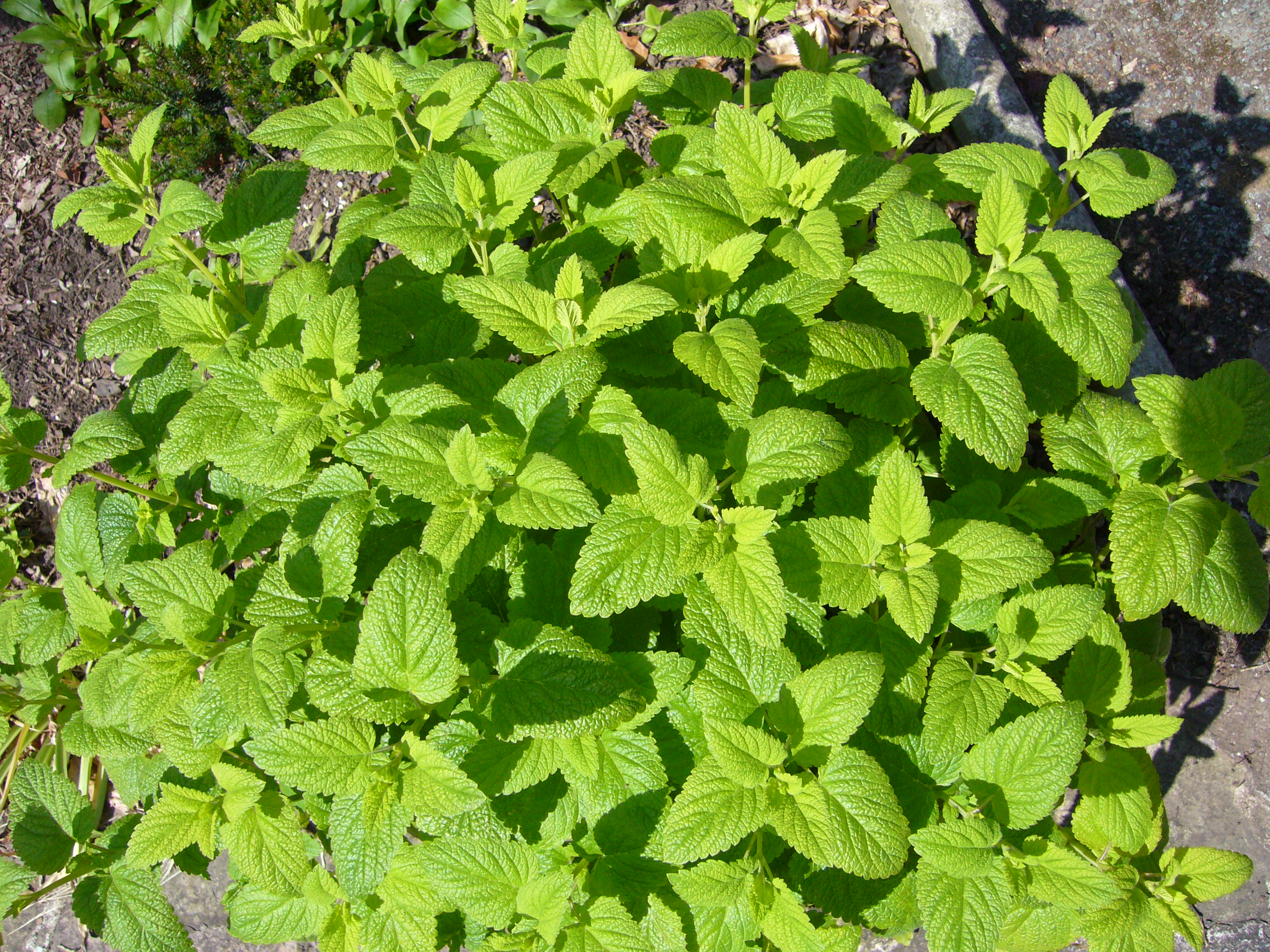
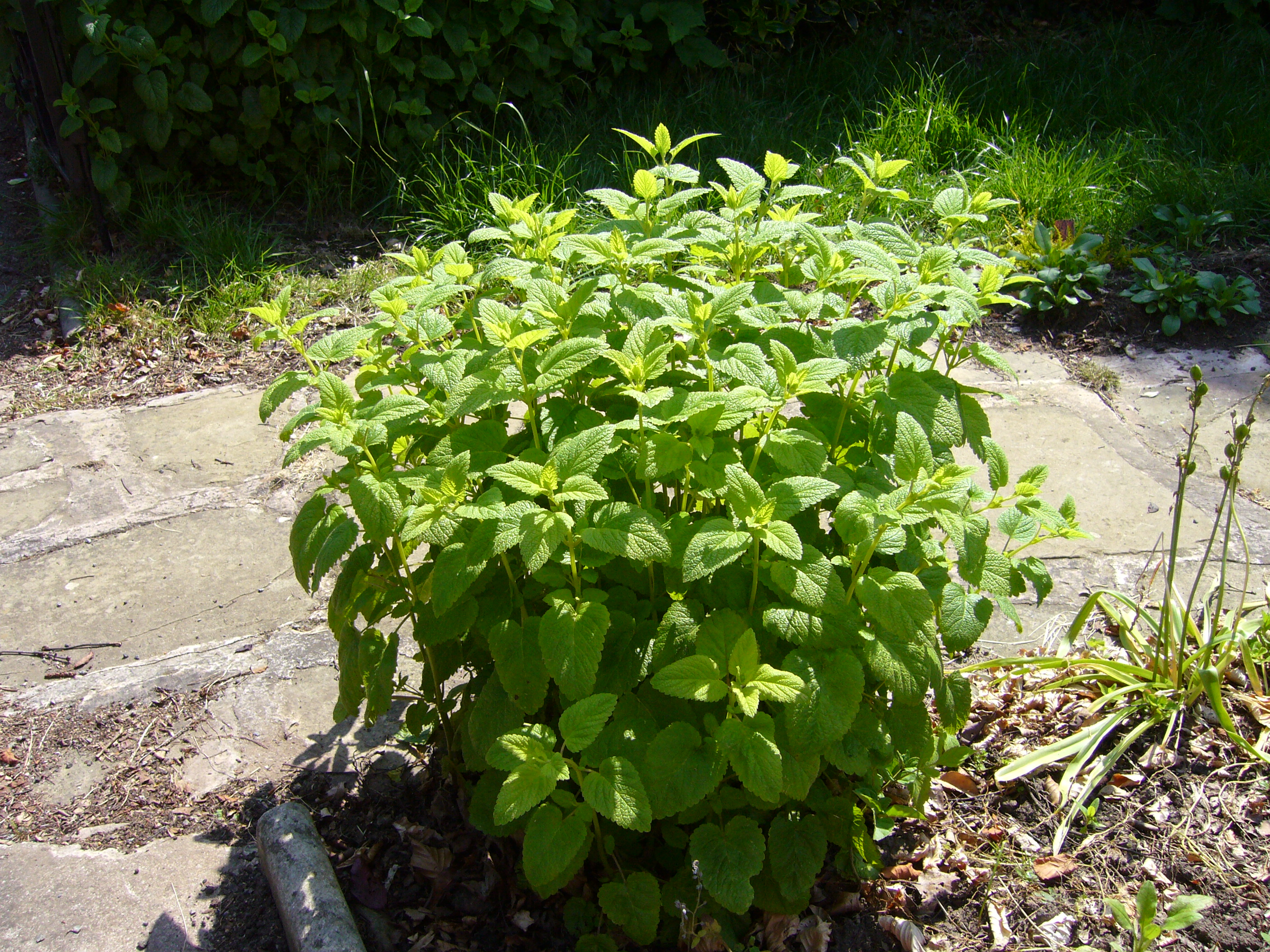